# Veilchenkehlnymphe
Die Veilchenkehlnymphe oder Weißbauchnymphe (Lampornis hemileucus) ist eine Vogelart aus der Familie der Kolibris (Trochilidae). Das Verbreitungsgebiet umfasst die Länder Costa Rica und Panama. Der Bestand wird von der IUCN als „nicht gefährdet“ (least concern) eingeschätzt.

## Merkmale

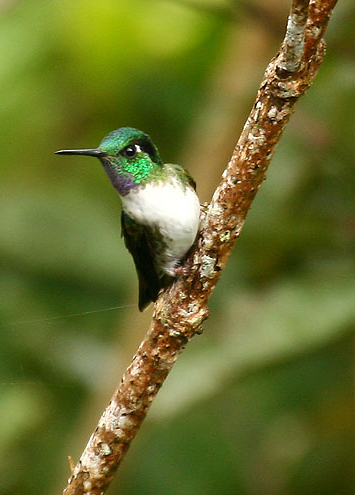
Veilchenkehlnymphe, ♂

Die Veilchenkehlnymphe erreicht eine Körperlänge von etwa 10 bis 11 cm bei einem Gewicht des Männchens von ca. 6,2 g und des Weibchen von ca. 5,1 g. Der Schnabel ist schwarz, die Beine sind dunkel fleischfarben. Ausgewachsene Männchen glitzern grün am Oberkopf und im Gesicht, das von einem weißen Hinteraugenstrich durchzogen ist. Der Rest der Oberseite ist bronzegrün, die Oberschwanzdecken und der Schwanz bronzefarben. Am Ende der Steuerfedern hat es ein dunkelgraues subterminales Band. Die Mitte der Kehle ist blauviolett, der Rest der Unterseite weiß mit grünen Flecken im hinteren Bereich. Die Weibchen ähneln den Männchen, glitzern aber am Oberkopf weniger. Außerdem fehlt die violett blaue Kehlfärbung. Das Ende der Steuerfedern ist grau gefleckt. Bei jungen Männchen kann das Glitzern am Kopf fehlen, und das Violett der Kehle ist durch eine stumpfe Bronzefärbung ersetzt. Jungtiere beider Geschlechter haben rostfarbenen Fransen an Kopf, Rücken, Bürzel und den Seiten.

## Verhalten und Ernährung
Den Nektar bezieht die Veilchenkehlnymphe von blühenden Bäumen der Gattung Inga, Calliandra, der zu den Clusiaceae gehörenden Gattung Clusia sowie von Gebüsch der Familie der Akanthusgewächse, der zu den Gesneriengewächsen gehörenden Gattung Besleria sowie der zu den Rötegewächsen gehörenden Gattung Carapichea. Meist sind es Epiphyten der Familie der Heidekrautgewächse und Gesneriengewächse der Gattung Columnea, die sie anfliegt. Bei der Futteraufnahme ist ihr Verhalten beachtlich aggressiv. Dabei dominiert sie an den blühenden Bäumen die anderen Arten. Das Männchen verteidigt große nektarreiche Büsche mit Epiphyten der Gattung Cavendishia und Thibaudia. Regelmäßig jagt die Veilchenkehlnymphe Mücken, indem sie auf Baumkronen entlang von Waldrändern sitzend startet. Weniger häufig sieht man vor allem Weibchen beim Insektensammeln direkt an den Blättern.

## Lautäußerungen
Der Gesang besteht aus einem Medley von quiekendem, trockenen oder flüssigen Geträller und knatternden Tönen. Die Laute beinhalten ein wiederholtes, etwas nasal klingendes  dip, gelegentlich eine rasselnde Reihe von de-de-drrrrr-Tönen. Während die Veilchenkehlnymphe andere Vögel scheucht, gibt sie ein knatterndes Geträller von sich.

## Brut
Die Brutsaison in Costa Rica ist von August oder September bis in den März. Brütende Männchen warnen oft im Zentrum ihres blütenreichen Territoriums mit einem komplexen trillernden Gesang Eindringlinge. Das Nest ist bisher nicht beschrieben.

## Unterarten
Die Art gilt als monotypisch.

## Verbreitung und Lebensraum

Verbreitungsgebiet der Veilchenkehlnymphe

Die Veilchenkehlnymphe bevorzugt Baumkronen und schattige kühle Waldränder sowie sehr nasse subtropische Wälder. An den Waldrändern, an Waldlücken und -lichtungen bewegt sie sich gern in den etwas tieferen Straten im Gestrüpp. Nur gelegentlich sieht man sie in angrenzender Sekundärvegetation und halboffener Vegetation. In Costa Rica brütet sie in Höhenlagen zwischen 700 und 1400 Metern.

## Migration
Zumindest nach der Brut ziehen Teile der Veilchenkehlnymphen-Population in tiefere Höhenlagen und man trifft sie in Höhenlagen von 400 bis 600 Meter.

## Etymologie und Forschungsgeschichte
Die Erstbeschreibung der Veilchenkehlnymphe erfolgte 1865 durch Osbert Salvin unter dem wissenschaftlichen Namen Oreopyra hemileuca. Das Typusexemplar wurde von Enrique Arcé im Kanton Turrialba in Costa Rica gesammelt. Erst später wurde sie der 1827 von William Swainson für die Rotkehlnymphe (Lampornis amethystinus) neu eingeführte Gattung Lampornis zugeordnet. Dieser Name leitet sich von den griechischen Wörtern λαμπάς lampás für „Fackel, Leuchte“ und ὄρνις órnis für „Vogel“ ab. Der Artname hemileucus leitet ist ein griechisches Wortgebilde aus ἡμι-, ἥμισυς hēmi-, hḗmisys für „halb“ und λευκός leukós für „weiß“ ab. Eine neuere phylogenetische Studie zeigt, dass die Art eventuell nicht der Gattung Lampornis zugeordnet werden kann.